# Dorylomorpha subclavata
Dorylomorpha subclavata är en tvåvingeart som beskrevs av David Edward Albrecht 1990. Dorylomorpha subclavata ingår i släktet Dorylomorpha och familjen ögonflugor.
Artens utbredningsområde är Ohio. Inga underarter finns listade i Catalogue of Life.